# Victrix tristis
Victrix tristis là một loài bướm đêm trong họ Noctuidae.